# Chapter 9: The Marshal
"Chapter 9: The Marshal" es el primer episodio de la segunda temporada de la serie de televisión estadounidense en streaming The Mandalorian. Fue escrito y dirigido por el showrunner de la serie Jon Favreau y lanzado en Disney+ el 30 de octubre de 2020. El episodio está protagonizado por Pedro Pascal como El Mandaloriano, un cazarrecompensas solitario que huye con "El Niño", en busca de otros mandalorianos que lo ayuden a devolver al Niño a su pueblo.
El episodio fue aclamado por la crítica, con elogios por las actuaciones (especialmente las de Olyphant) y la escritura y dirección de Favreau.

## Trama
Buscando a otros mandalorianos para que lo ayuden a reunir al Niño con su especie, El Mandaloriano se acerca al gángster Gor Koresh, quien intenta matarlo para obtener su armadura beskar pero falla. Durante el interrogatorio, revela que se ha visto a un mandaloriano en la ciudad de Mos Pelgo en Tatooine, noticia que decepciona a Mando ya que nunca supo de esto a pesar de todo el tiempo que ha pasado en ese planeta. Al regresar a Tatooine, El Mandaloriano se reencuentra con la mecánica Peli Motto. Aunque pensó que Mos Pelgo había sido destruido, su droide R5-D4 les muestra un mapa antiguo.
El Mandaloriano encuentra Mos Pelgo y se enfrenta al comisario de la ciudad, Cobb Vanth, que lleva una armadura mandaloriana de color verde oscuro. Sorprendido por ver a un mandaloriano real, Vanth revela que no es un Mandaloriano, pero compró la armadura de los Jawas y luego la usó para luchar contra el Colectivo Minero que se apoderó de la ciudad después del colapso del Imperio. Mando exige devuelta la armadura, pero ven a un Dragón Krayt devorando el ganado de la ciudad; Vanth accede a renunciar a la armadura, si el Mandaloriano ayuda a matar al dragón.
En el camino a la guarida del dragón, Vanth y el Mandaloriano se encuentran con una tribu de Tusken Raiders, quienes acceden a ayudarlos a matar al dragón. El Mandaloriano ofrece a los habitantes de Mos Pelgo como refuerzos. Vanth y el Mandaloriano convencen a la gente del pueblo para que trabaje con los Tuskens, quienes acuerdan no atacar el pueblo a cambio del cadáver del dragón.
Juntos, los Tuskens y la gente del pueblo entierran explosivos frente a la cueva, planeando atraer al dragón y detonarlos debajo de su vulnerable vientre. El dragón sobrevive a la explosión y les arroja ácido, lo que les causa muchas bajas. El Mandaloriano atrae al dragón para que se lo trague a él y a un bantha cargado de explosivos. Se escapa del interior del dragón y detona los explosivos, matándolo con éxito.
Los Tuskens sacrifican el cadáver y recuperan una valiosa perla. Vanth renuncia a la armadura como prometió, y el Mandaloriano se va en términos amistosos. Mientras tanto, un extraño con muchas cicatrices observa desde lejos.

## Producción

### Desarrollo
El episodio fue escrito y dirigido por el creador de la serie, Jon Favreau, marcando su debut como director en la serie. Favreau escribió la mayoría de los episodios de la primera temporada, pero no pudo dirigir ninguno debido a conflictos de programación con El Rey León (2019). El personaje de Cobb Vanth apareció por primera vez en la trilogía de novelas Star Wars: Aftermath, publicada entre 2015 y 2017. Chuck Wendig, el autor de la trilogía, no estaba al tanto de la aparición de Vanth en el episodio y solo se dio cuenta después de recibir algunos mensajes directos y correos electrónicos que le notificaron al respecto.

### Casting
Los actores coprotagonistas elegidos para este episodio son John Leguizamo como la voz de Gor Koresh, Amy Sedaris regresa como Peli Motto, Timothy Olyphant como Cobb Vanth, y Temuera Morrison como Boba Fett.  Los actores invitados adicionales del elenco de este episodio incluyen a Isaac C. Singleton Jr. como portero twi'lek, David Choe como espectador de primera fila, Miguel A. Lopez y Xavier Jimenez como Tusken Raiders, Leilani Shui como Jawa, W. Earl Brown como propietario de Weequay, Dietrich Gray como un aldeano de Mos Pelgo, Karisma Gideon como Jo y Dylan Curtis como un niño de Mos Pelgo. Choe también proporcionó el graffiti que aparece en el episodio. Barry Lowin, Brendan Wayne y Lateef Crowder están acreditados como dobles de acción para The Mandalorian. A Paul Darnell se le acredita como el doble de acción de Cobb Vanth, mientras que al supervisor de Legacy Effects, John Rosengrant, se le acredita como artista de performance de Gor Koresh. “El Niño” fue interpretada por varios titiriteros.

### Música
Ludwig Göransson compuso la partitura musical del episodio. Las pistas destacadas se lanzaron el 20 de noviembre de 2020 en el primer volumen de la banda sonora de la segunda temporada.

### Presentación
La mayor parte del episodio se muestra en una relación de aspecto de 2,39:1, mientras que la pelea con el dragon krayt al final del episodio se amplió a una relación de aspecto de 1,78:1 (16:9), similar al formato IMAX.

## Recepción
"Chapter 9: The Marshal" recibió elogios de la crítica. En Rotten Tomatoes, el episodio recibió una calificación de aprobación del 95% según las reseñas de 82 críticos, con una calificación promedio de 8/10. El consenso de los críticos del sitio web dice: "Con giros sorprendentes, giros deliciosos y toneladas de acción turbocargada, 'The Marshal' es un regreso espectacular para The Mandalorian que no escatima en Baby Yoda". 
Nick Allen de RogerEbert.com elogió la secuencia de acción del dragón krayt y la partitura de Ludwig Göransson. A Dan Fienberg de The Hollywood Reporter le preocupaba que la temporada 2 del programa se hinchara o arruinara de alguna manera por su éxito, pero concluyó: "El resultado fue, para un pequeño programa, fácilmente su episodio más grande y quizás el más puramente entretenido hasta la fecha".
Ben Lindbergh de The Ringer criticó la similitud del episodio con episodios anteriores y afirmó que el episodio "parecía una mezcla de los episodios en su mayoría del monstruo de la semana a mediados de la temporada pasada, que no arrojó mucha luz sobre el trama general".